# Rudok (village)
Pour les articles homonymes, voir Rutog.
 (décembre 2019).
Si vous disposez d'ouvrages ou d'articles de référence ou si vous connaissez des sites web de qualité traitant du thème abordé ici, merci de compléter l'article en donnant les références utiles à sa vérifiabilité et en les liant à la section « Notes et références ».
Rudok, Rutok, Ruthog ou Rutog (tibétain : རུ་ཐོག, Wylie : ru thog ; chinois : 日土村 ; pinyin : rìtǔ cūn), est une petite ville située dans le bourg de Rudok, comté de Rutog, préfecture de Ngari, Région autonome du Tibet en Chine, à proximité de la frontière entre le Ladakh et le Tibet.

## Localisation et description

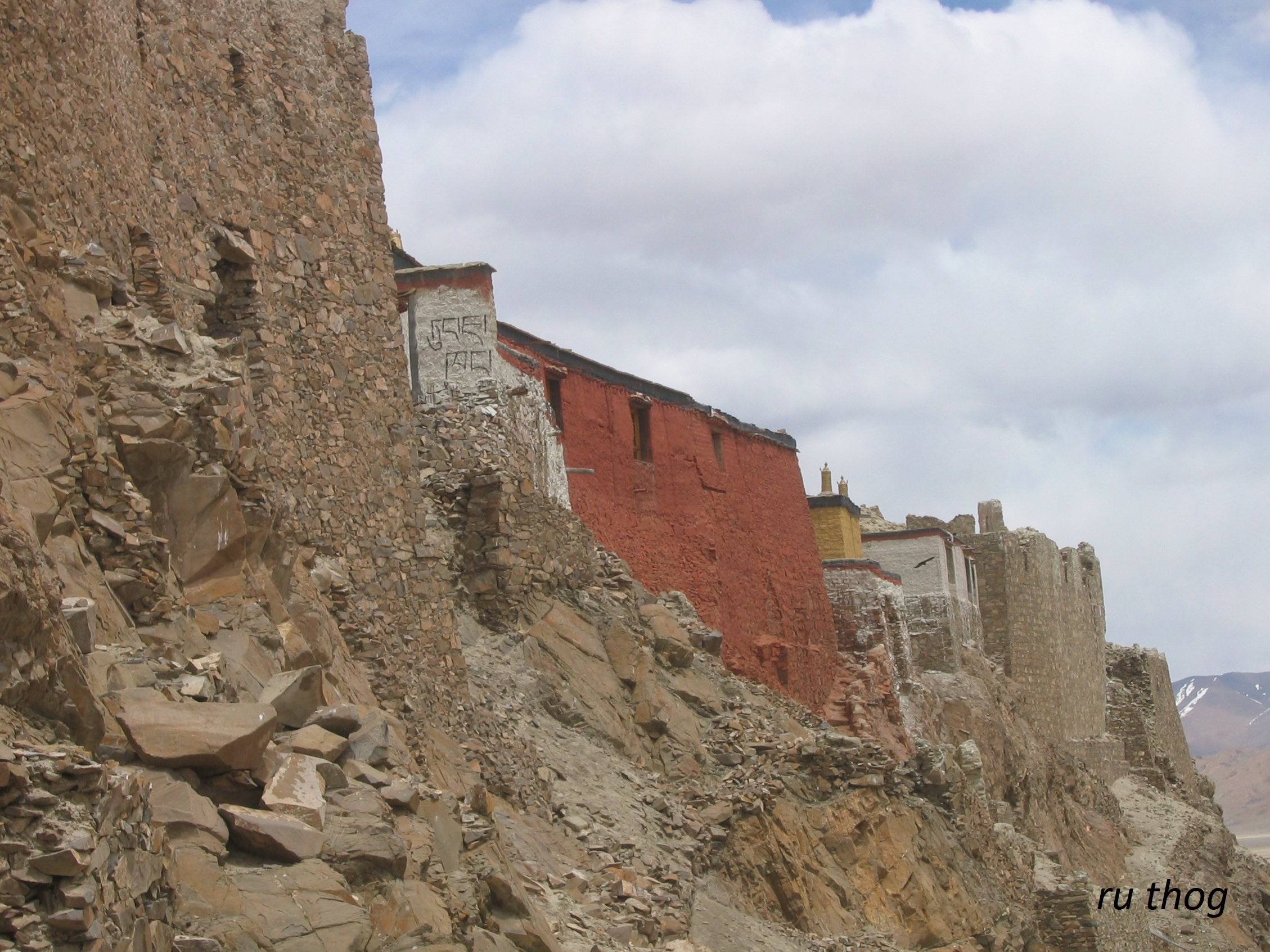
Le monastère (gompa) de Ruthog

Rudok est située à 4 300 mètres d'altitude sur le versant d'une colline isolée dans la plaine à l'extrémité est du lac Pangong.
Autrefois partie intégrante du Ladakh historique, elle appartient à l'aire géographique et culturelle ladakhi.
Les maisons sont construites sur une succession de terrasses et  ceintes de murs de clôture. Leurs parois sont blanchies à la chaux. Au sommet de la colline se dressent un grand palais et plusieurs monastères peints en rouge. À environ 1,5 km du pied de la colline se trouve un autre monastère. 
Rudok se situe sur l'ancien itinéraire reliant Lhassa au Ladakh.

## Histoire

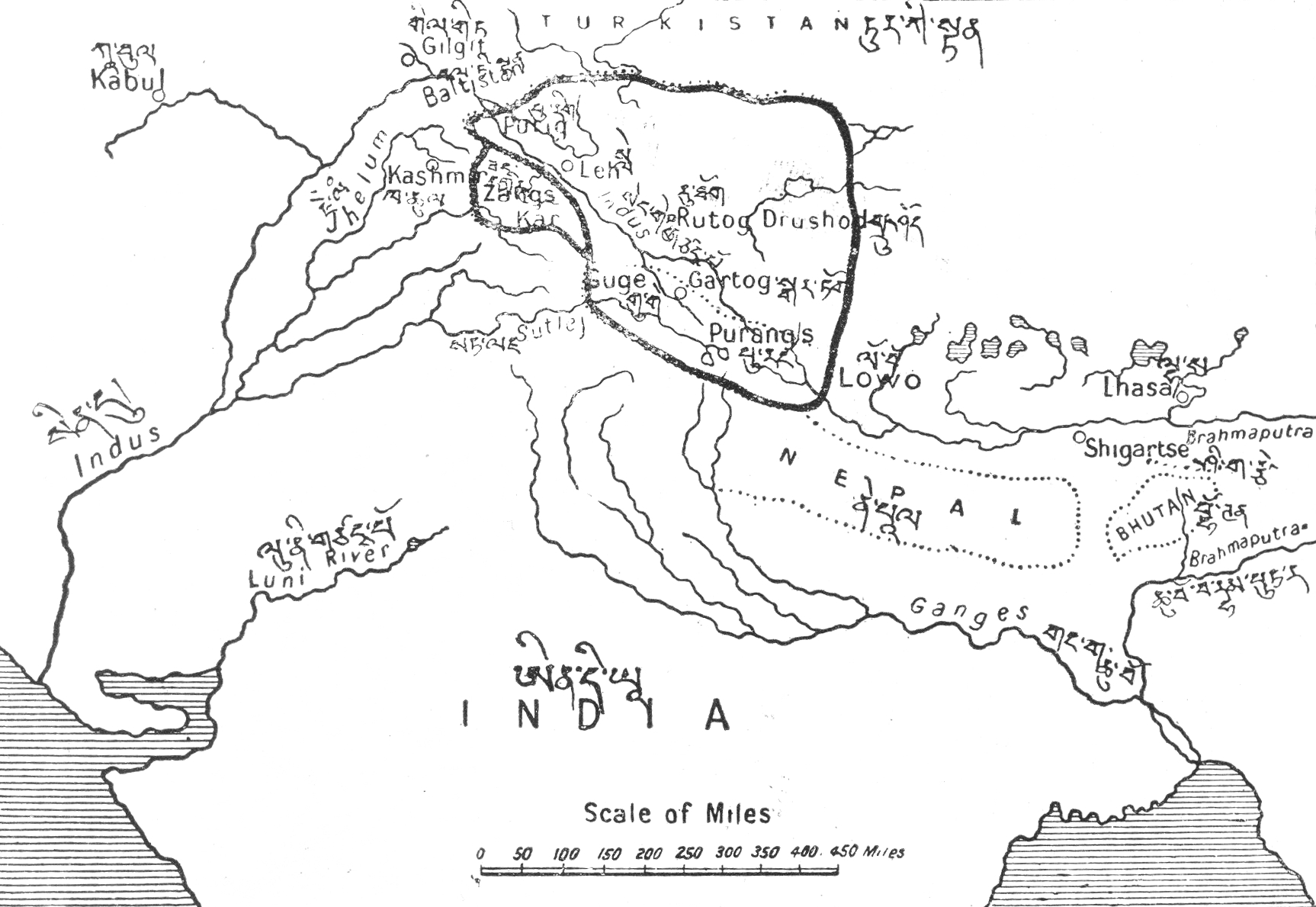
Rudok dans le royaume de Nyimagon, à la fin du Xe siècle.

À la fin du Xe siècle, pendant l'ère de la fragmentation de l'Empire du Tibet, Rudok faisait partie du royaume Purang-Gugé dirigé par le roi Kyide Nyimagon.
En 1630, le Ladakh envahit le Tibet et occupe Tsada et Ruthog dans le Ngari. Dalai Khan, petit-fils de Güshi Khan, après l'obtention du soutien du 5e dalaï-lama, Sangye Gyatso, envoie une force conjointe mongole et tibétaine et attaque le Ladakh. L'armée commandée par le cousin du dalaï-lama, Tsewang, reprend et occupe le territoire en 1681, trois ans plus tard, les forces ladakhis sont expulsées de Tsada et Ruthog.